# Włościański Związek Autonomiczny
Włościański Związek Autonomiczny (ukr. Автономно-землеробський союз, AZS) – rusińska, prowęgierska partia polityczna, powstała w 1924 roku na terenie Rusi Zakarpackiej.
Ugrupowanie reprezentowało właścicieli ziemskich i bogatych chłopów. Głównymi działaczami Iwan Kurtjak, Andrij Brodij i Julius Földesi. 
Partia domagała się wprowadzenia autonomii Rusi Zakarpackiej oraz przesunięcia jej granic po rzekę Poprad, a w przyszłości oczekiwała rozpadu Czechosłowacji i przyłączenia Rusi do Królestwa Węgier. W latach 30. XX wieku liczyła 5-7 tys. członków i była finansowana z Budapesztu. 28 października 1938 rozwiązana przez rząd Czecho-Słowacji. Po wkroczeniu wojsk węgierskich na terytorium Karpato-Ukrainy i jej aneksji przez Węgry w marcu 1939, przywódcy partii (M. Demko, Brodij, Demianowycz, Stefan Fencyk) zostali w maju 1939 dokooptowani do parlamentu węgierskiego jako jego posłowie, bez przeprowadzenia wyborów.